# 刘奇
刘奇（1957年9月—），男，汉族，山东沂水人，中国共产党党员，中华人民共和国政治人物。西安交通大学在职研究生毕业，经济学博士，高级工程师。现任第十四届全国人民代表大会秘书长。
曾担任中共浙江省委常委、中共宁波市委书記，江西省人民政府省長、中共江西省委书记等职务。
因习近平在浙江省擔任主要領導期間，劉奇曾在習近平手下工作，被外界廣泛認為是习近平派系之江新軍成員之一。

## 经历

### 早年
1974年3月到浙江省武义县桃溪滩乡插队当知青。1976年10月加入中国共产党。1977年3月进入浙江大学化工系高分子化工专业学习。
1980年3月，大学毕业后被分配到衢州化学工业公司，历任电化厂调度员、调度室副主任、烧碱车间副主任，电化厂副厂长、厂长、厂长兼党委书记。
1992年1月，任浙江化工厂副厂长兼浙江善高化学有限公司总经理。1996年1月，任浙江省石油化学工业厅副厅长。1997年4月，任浙江省计划与经济委员会副主任。
1997年9月，任巨化集团公司总经理、副董事长。1998年7月，兼任巨化集团公司党委书记，升任中共衢州市委常委。1998年9月，接任巨化集团公司董事长。

### 浙江
2003年2月，任中共温州市委副书记、代市长。2003年5月，正式当选温州市人民政府市长。2006年3月，任浙江省发展和改革委员会主任、党组书记。
2008年1月，当选浙江省人大常委会副主任，晋升为副部级。2008年2月，兼任浙江省总工会主席。2008年10月17日，中国工会十五大在北京开幕，大会选举刘奇出任主席团委员。
2011年1月，任中共宁波市委副书记、代市长。2011年2月，正式当选宁波市人民政府市长。
在其担任市长期间，2012年10月，宁波市镇海区爆发当地民众反对PX项目的大规模抗议，最终导致该项目被取消。2013年2月，当选第十二届全国人大代表。
2013年4月，升任中共浙江省委常委、中共宁波市委书记。

### 江西
2016年2月29日，调任中共江西省委副书记。2016年7月6日，兼任江西省人民政府党组书记。2016年7月8日，被任命为江西省人民政府副省长、代省长。2016年9月28日，正式当选江西省人民政府省长。
2017年10月24日，当选中国共产党第十九届中央委员会委员。2018年2月，当选第十三届全国人大代表。
2018年3月21日，接替鹿心社出任中共江西省委书记。2018年10月23日，当选江西省人大常委会主任。
2021年10月19日，卸任中共江西省委书记职务。2021年10月23日，任第十三届全国人民代表大会环境与资源保护委员会副主任委员。2022年1月11日，不再担任江西省人民代表大会常务委员会主任。

### 全国人大
2023年3月10日，年满65岁并已退居二线的刘奇重返一线，在中华人民共和国第十四届全国人民代表大会上当选为全国人大常委会秘书长（未兼任全国人大常委会副委员长），成为赵乐际的秘书。